# Gerhard Wagner (Admiral)
Gerhard Wagner (* 23. November 1898 in Schwerin; † 26. Juni 1987 in Altenkirchen) war ein deutscher Marineoffizier, zuletzt Konteradmiral der Bundesmarine.

## Leben
Wagner trat am 4. Juli 1916 während des Ersten Weltkriegs als Freiwilliger mit der Anwartschaft auf die Seeoffizierslaufbahn in die Kaiserliche Marine ein. Er war zunächst an der Marineschule Mürwik, absolvierte seine Grundausbildung und kam am 1. November 1916 auf das Großlinienschiff Prinzregent Luitpold. Dort wurde Wagner am 26. April 1917 zum Fähnrich zur See ernannt sowie am 18. September 1918 zum Leutnant zur See befördert. Die letzten Kriegswochen verbrachte er auf der König Albert.
Von Januar bis Juni 1919 war Wagner im Freikorps Potsdam tätig und ließ sich anschließend vom Militärdienst beurlauben. Am 1. April 1921 wurde er als Ordonnanzoffizier der II. Abteilung der Schiffsstammdivision der Nordsee in die Reichsmarine übernommen. Nach verschiedenen Verwendungen kam Wagner Ende Juli 1933 in die Marineleitung und war später als Referent in der Operationsabteilung Mitglied des Oberkommandos der Marine. Zugleich war Wagner im November/Dezember 1936 auch Mitglied der deutsch-italienischen Militärmission in Spanien. Am 4. Oktober 1937 erhielt er als Korvettenkapitän das Kommando über den Zerstörer Z 1 Leberecht Maass.

### Wagner-Aktion
Zu Beginn des Zweiten Weltkrieges war Wagner Marineattaché in Madrid. Nach ihm war die Wagner-Aktion benannt: Von Januar bis August 1940 wurden aus Spanien 300 Tonnen von strategischen Rohstoffen, hauptsächlich Wolfram, in das Deutsche Reich exportiert. Der Export wurde mit vom Deutschen Reich gelieferten Waffen, Söldner- und Transportleistungen durch die SOFINDUS verrechnet. An Spanien wurden nach dem 1. September 1939 noch Flugzeugteile geliefert. Der im spanischen Bürgerkrieg gestiegene Exportanteil in das Deutsche Reich aus Spanien wurde hauptsächlich über Seewege ausgeführt. Mit Kriegsbeginn versuchten die Alliierten diesen Seetransport zu blockieren. Bei der Wagner-Aktion wurden Schiffe der Handelsmarine des Deutschen Reichs, welche sich in spanischen Häfen befanden, ausgeflaggt und teilweise an Juan March übereignet.

### Kapitulation

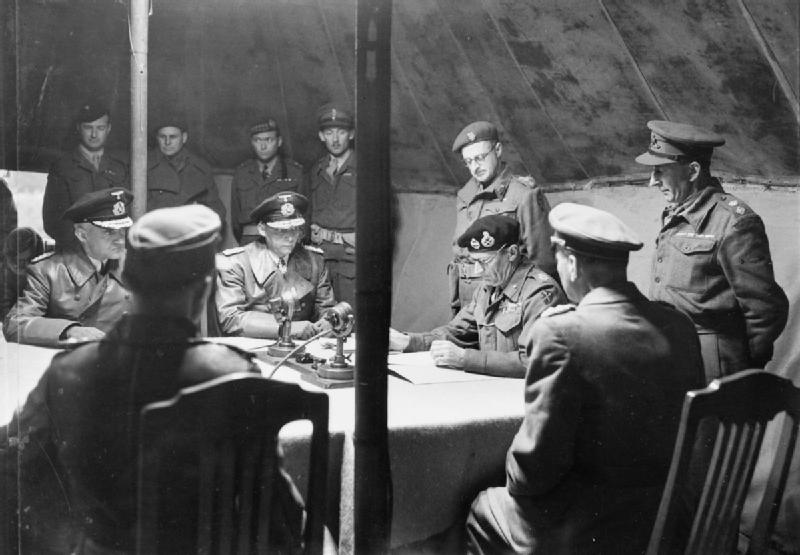
Gerhard Wagner (links) bei der Unterzeichnung der Teilkapitulation

Im Zweiten Weltkrieg wurde Wagner Leiter der Operationsabteilung der Seekriegsleitung. Bei Kriegsende suchte Wagner zusammen mit dem Oberbefehlshaber der Kriegsmarine Hans-Georg von Friedeburg den britischen Oberbefehlshaber Feldmarschall Bernard Montgomery auf und vereinbarte nach Autorisierung durch den letzten Reichspräsidenten Karl Dönitz die Teilkapitulation der Wehrmacht für Nordwestdeutschland, Dänemark und die Niederlande am 4. Mai 1945.

### Nachkriegszeit
In der Nachkriegszeit war Wagner Mitglied des Naval Historical Teams in Bremerhaven, das für die US-Marine Kriegserfahrungen deutscher Seestreitkräfte aufarbeitete. In diesem Zusammenhang entstand 1949 der Bericht Soviet anti-submarine warfare potential (A historical summary of soviet anti-submarine warfare (ASW) operations during World War II), in dem er die Einsätze der deutschen U-Boote U 9, U 18, U 19, U 20, U 23, U 24, U 576, U 752, U 986 und U 997 in den Jahren von 1942 bis 1945 beschrieb. 1951 entstand Critique on Vice-Admiral Eberhard Weichold’s essay on ‘German surface ships - policy and operations in World War II’ (promulgated in ONI GHS/4). In diesem Zusammenhang entstanden auch zwei als Bremerhavener oder Wagner-Denkschriften bekannte Untersuchungen über den Aufbau einer neuen deutschen Marine (Aufbau eines deutschen Marinekontingents im Rahmen deutscher Mitwirkung an der Verteidigung Westeuropas, sogenannte Wagner-Denkschrift, März 1951, und Ausführungen des deutschen Marinesachverständigen, Konteradmiral a. D. Gerhard Wagner über Fragen des deutschen Marinebeitrages, 8. Februar 1952).

### Bundesmarine
In der Bundesmarine wurde Wagner Stellvertreter des Inspekteurs Friedrich Ruge. Er war der erste Flaggoffizier, der die integrierte NATO-Position des Commander Naval Forces Baltic Approaches (COMNAVBALTAP) (1961 bis 1962), zu Beginn noch Commander Allied Naval Forces Northern Area Central Europe (COMNAVNORCHENT), innehatte. In dieser Funktion bekleidete er den zeitweiligen Dienstgrad eines Vizeadmirals.